# Gwangju
Gwangju (korejski izgovor: [kwaŋ.dʑu]) šesti je po veličini grad u Južnoj Koreji. 
To je metropolitanski grad pod izravnom kontrolom ministra unutarnjih poslova središnje vlade. Grad je bio glavni grad provincije Južna Jeolla, sve dok se provincijski ured nije preselio u južno selo Namak u okrugu Muan 2005. godine, jer je Gwangju unaprijeđen u metropolitanski grad i postao je neovisan o provinciji Južna Jeolla.
Ime mu se sastoji od riječi Gwang (korejski: 광; Hanja: 光) što znači "svjetlost" i Ju (주; 州) što znači "pokrajina". Gwangju je povijesno zabilježen kao Muju (무주; 武 州), književnom djelu Samguk Sagi. U srcu poljoprivredne regije Jeolla, grad je poznat i po bogatoj i raznovrsnoj kuhinji.
Grad je osnovan 57. pr. Kr. Bio je jedno od administrativnih središta Baekjea tijekom razdoblja Tri kraljevstva Koreje.
1929. godine, tijekom razdoblja carske japanske vladavine, sukob korejskih i japanskih studenata u gradu pretvorio se u Pokret studentske neovisnosti Gwangjua, regionalnu demonstraciju, koja je kulminirala jednim od glavnih pobuna u cijeloj zemlji protiv japanske okrutnosti imperijalista iz Japana tijekom kolonijalnog razdoblja.
Moderna industrija uspostavljena je u Gwangju izgradnjom željeznice do Seula. Neke od industrija koje su se razvile uključuju pamučni tekstil, mlinice za rižu i pivovare. Izgradnja industrijske zone 1967. potaknula je rast industrije, posebno u sektorima povezanim s automobilskom industrijom.
Gwangju je bio domaćin mnogih sportskih događaja kao što su: Svjetsko prvenstvo u nogometu – Južna Koreja i Japan 2002., Ljetna univerzijada 2015., Svjetsko prvenstvo u vodenim športovima 2019.